# Potentilla granulosa
Potentilla granulosa är en rosväxtart som beskrevs av Tse Tsun Yu och C.L. Li. Potentilla granulosa ingår i Fingerörtssläktet som ingår i familjen rosväxter. Inga underarter finns listade i Catalogue of Life.